# Bizanos
Bizanos (Prononcer [bizanɔs]; en béarnais Visanòs ou Bisanos) est une commune française, située dans le département des Pyrénées-Atlantiques en région Nouvelle-Aquitaine.
Le gentilé est Bizanosien.

## Géographie

### Localisation
La commune de Bizanos se trouve dans le département des Pyrénées-Atlantiques, en région Nouvelle-Aquitaine.
Elle se situe à 2 km par la route de Pau, préfecture du département. La commune fait en outre partie du bassin de vie de Pau.
Les communes les plus proches sont : 
Mazères-Lezons (1,2 km), Gelos (1,7 km), Pau (2,1 km), Uzos (2,1 km), Aressy (2,5 km), Jurançon (3,0 km), Idron (3,2 km), Rontignon (3,4 km).
Sur le plan historique et culturel, Bizanos fait partie de la province du Béarn, qui fut également un État et qui présente une unité historique et culturelle à laquelle s’oppose une diversité frappante de paysages au relief tourmenté.

### Communes limitrophes
Les communes limitrophes sont  Aressy, Gelos, Idron, Mazères-Lezons et Pau.
| Pau                        |                |        |
|                            | Bizanos        | Idron  |
| Gelos (par un quadripoint) | Mazères-Lezons | Aressy |

### Hydrographie

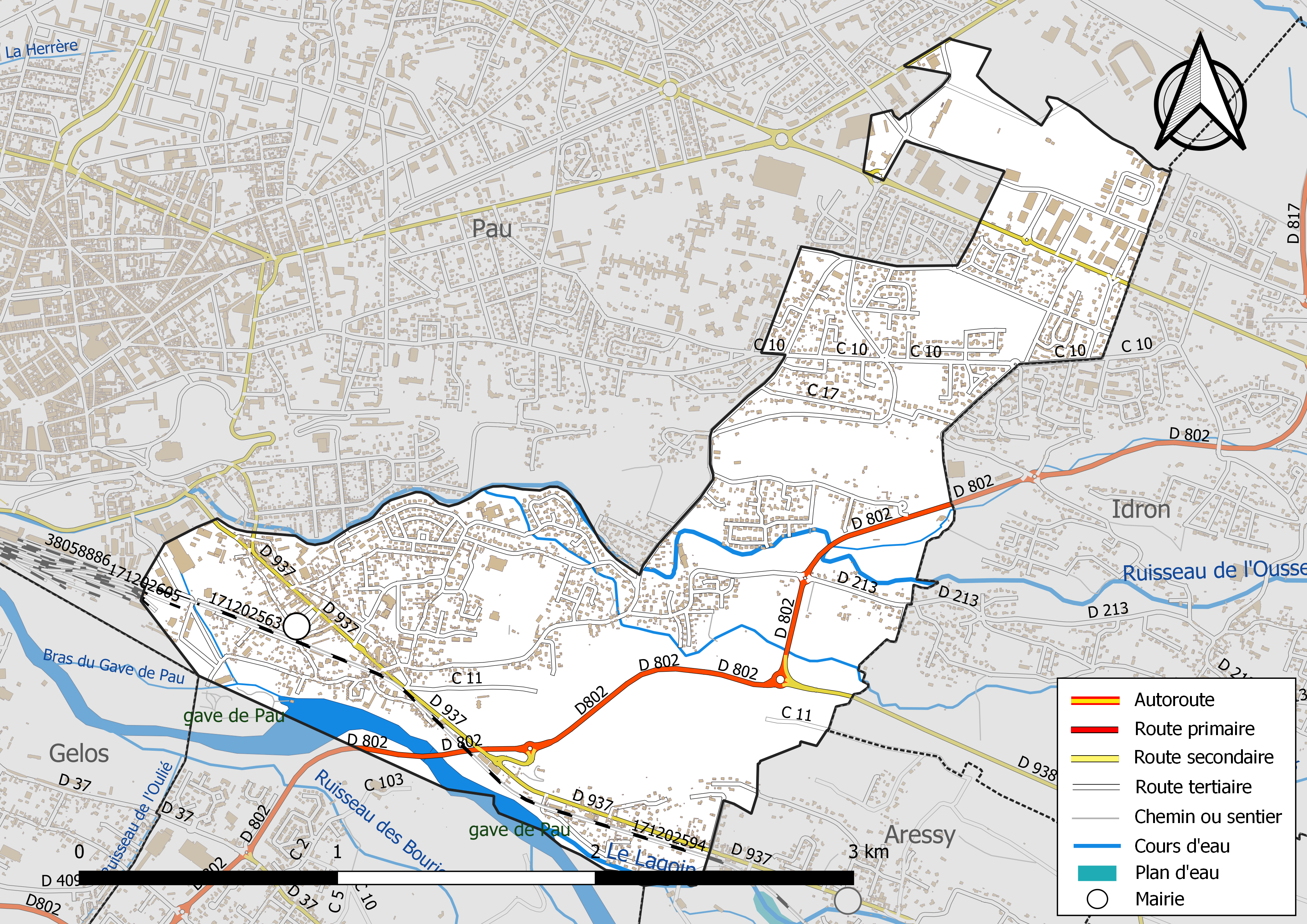
Réseaux hydrographique et routier de Bizanos.

La commune est drainée par le gave de Pau, le Lagoin, le Ousse, Canal des Moulins, le ruisseau Merdé, un bras du gave de Pau, et par divers petits cours d'eau, constituant un réseau hydrographique de 7 km de longueur totale,.
Le gave de Pau, d'une longueur totale de 192,8 km, prend sa source dans la commune de Gavarnie-Gèdre et s'écoule du sud-est vers le nord-ouest. Il traverse la commune et se jette dans l'Adour à Saint-Laurent-de-Gosse, après avoir traversé 88 communes.
Le Lagoin, d'une longueur totale de 28,7 km, prend sa source dans la commune de Saint-Vincent et s'écoule du sud-est vers le nord-ouest. Il traverse la commune et se jette dans le gave de Pau sur le territoire communal, après avoir traversé 13 communes.
Le Ousse, d'une longueur totale de 42,4 km, prend sa source dans la commune de Bartrès et s'écoule du sud-est vers le nord-ouest. Il traverse la commune et se jette dans le gave de Pau à Gelos, après avoir traversé 19 communes.

### Climat
Pour des articles plus généraux, voir Climat de la Nouvelle-Aquitaine et Climat des Pyrénées-Atlantiques.
Historiquement, la commune est exposée à un climat de montagne.  
En 2020, Météo-France publie une typologie des climats de la France métropolitaine dans laquelle la commune est toujours exposée à un climat de montagne et est dans la région climatique Pyrénées atlantiques, caractérisée par une pluviométrie élevée (>1 200 mm/an) en toutes saisons, des hivers très doux (7,5 °C en plaine) et des vents faibles.
Pour la période 1971-2000, la température annuelle moyenne est de 13,1 °C, avec une amplitude thermique annuelle de 14,1 °C. Le cumul annuel moyen de précipitations est de 1 214 mm, avec 11,4 jours de précipitations en janvier et 8,5 jours en juillet. Pour la période 1991-2020, la température moyenne annuelle observée sur la station météorologique la plus proche, située sur la commune d'Uzein à 14,08 km à vol d'oiseau, est de 13,7 °C et le cumul annuel moyen de précipitations est de 1 093,8 mm,. Pour l'avenir, les paramètres climatiques de la commune estimés pour 2050 selon différents scénarios d’émission de gaz à effet de serre sont consultables sur un site dédié publié par Météo-France en novembre 2022.

### Milieux naturels et biodiversité

#### Réseau Natura 2000
Le réseau Natura 2000 est un réseau écologique européen de sites naturels d'intérêt écologique élaboré à partir des Directives « Habitats » et « Oiseaux », constitué de zones spéciales de conservation (ZSC) et de zones de protection spéciale (ZPS).
Un site Natura 2000 a été défini sur la commune au titre de la « directive Habitats » : le « gave de Pau », d'une superficie de 8 194 ha, un vaste réseau hydrographique avec un système de saligues encore vivace,.

#### Zones naturelles d'intérêt écologique, faunistique et floristique
L’inventaire des zones naturelles d'intérêt écologique, faunistique et floristique (ZNIEFF) a pour objectif de réaliser une couverture des zones les plus intéressantes sur le plan écologique, essentiellement dans la perspective d’améliorer la connaissance du patrimoine naturel national et de fournir aux différents décideurs un outil d’aide à la prise en compte de l’environnement dans l’aménagement du territoire.
Une ZNIEFF de type 2 est recensée sur la commune, : 
le « réseau hydrographique du gave de Pau et ses annexes hydrauliques » (3 000,84 ha), couvrant 71 communes dont 10 dans les Landes, 59 dans les Pyrénées-Atlantiques et 2 dans les Hautes-Pyrénées.

## Urbanisme

### Typologie
Au 1er janvier 2024, Bizanos est catégorisée ceinture urbaine, selon la nouvelle grille communale de densité à sept niveaux définie par l'Insee en 2022.
Elle appartient à l'unité urbaine de Pau, une agglomération intra-départementale regroupant 55  communes, dont elle est une commune de la banlieue,,. Par ailleurs la commune fait partie de l'aire d'attraction de Pau, dont elle est une commune de la couronne,. Cette aire, qui regroupe 227 communes, est catégorisée dans les aires de 200 000 à moins de 700 000 habitants,.

### Occupation des sols

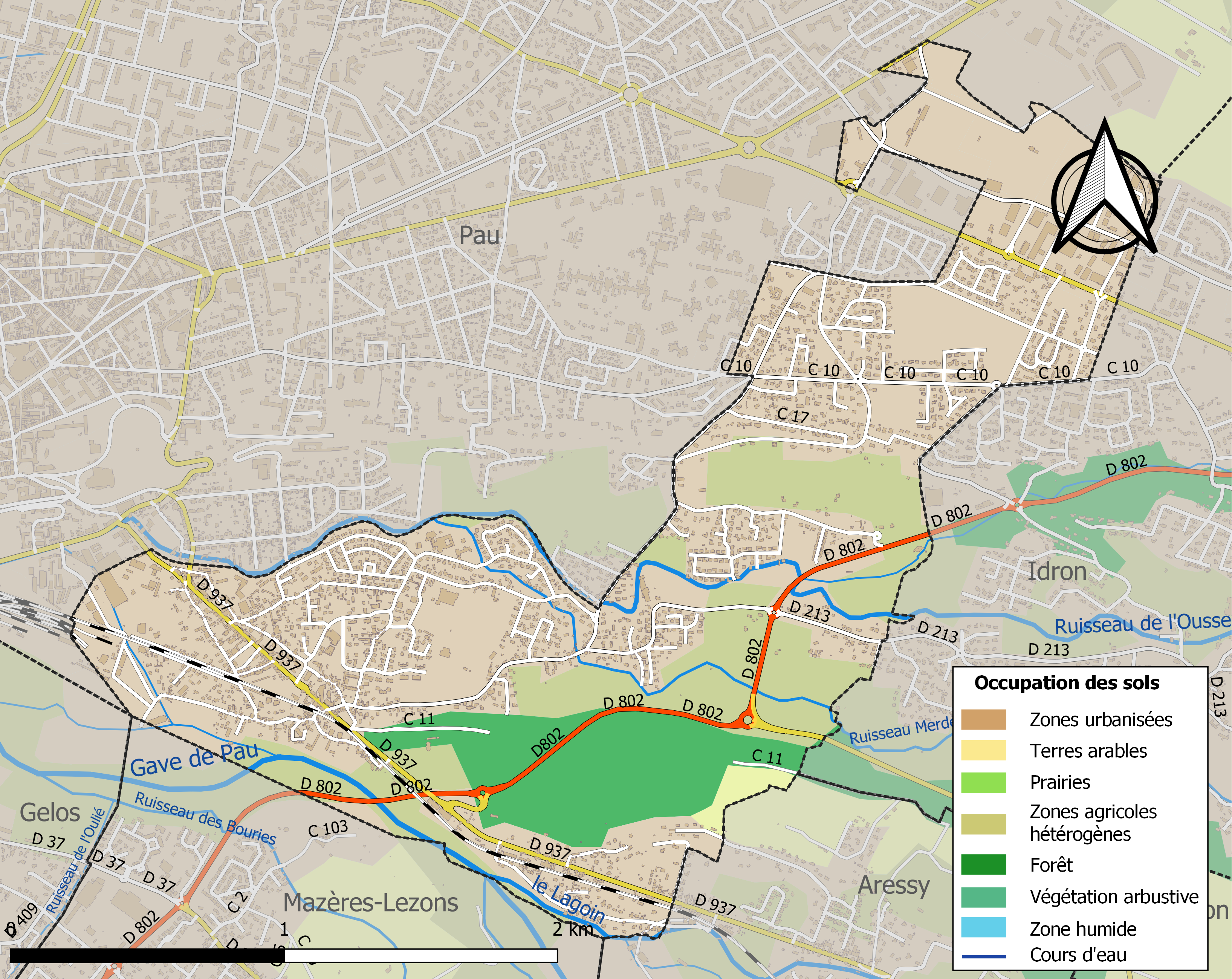
Carte des infrastructures et de l'occupation des sols de la commune en 2018 (CLC).

L'occupation des sols de la commune, telle qu'elle ressort de la base de données européenne d’occupation biophysique des sols Corine Land Cover (CLC), est marquée par l'importance des territoires artificialisés (70,9 % en 2018), en augmentation par rapport à 1990 (60 %). La répartition détaillée en 2018 est la suivante : 
zones urbanisées (58,7 %), zones agricoles hétérogènes (18,1 %), forêts (10,1 %), zones industrielles ou commerciales et réseaux de communication (9,5 %), espaces verts artificialisés, non agricoles (2,5 %), terres arables (0,9 %), mines, décharges et chantiers (0,2 %). L'évolution de l’occupation des sols de la commune et de ses infrastructures peut être observée sur les différentes représentations cartographiques du territoire : la carte de Cassini (XVIIIe siècle), la carte d'état-major (1820-1866) et les cartes ou photos aériennes de l'IGN pour la période actuelle (1950 à aujourd'hui).

### Lieux-dits et hameaux
- Pont-long

### Voies de communication et transports

#### Routes
La commune est desservie par les routes départementales 100, 937 et 938.

#### Transports

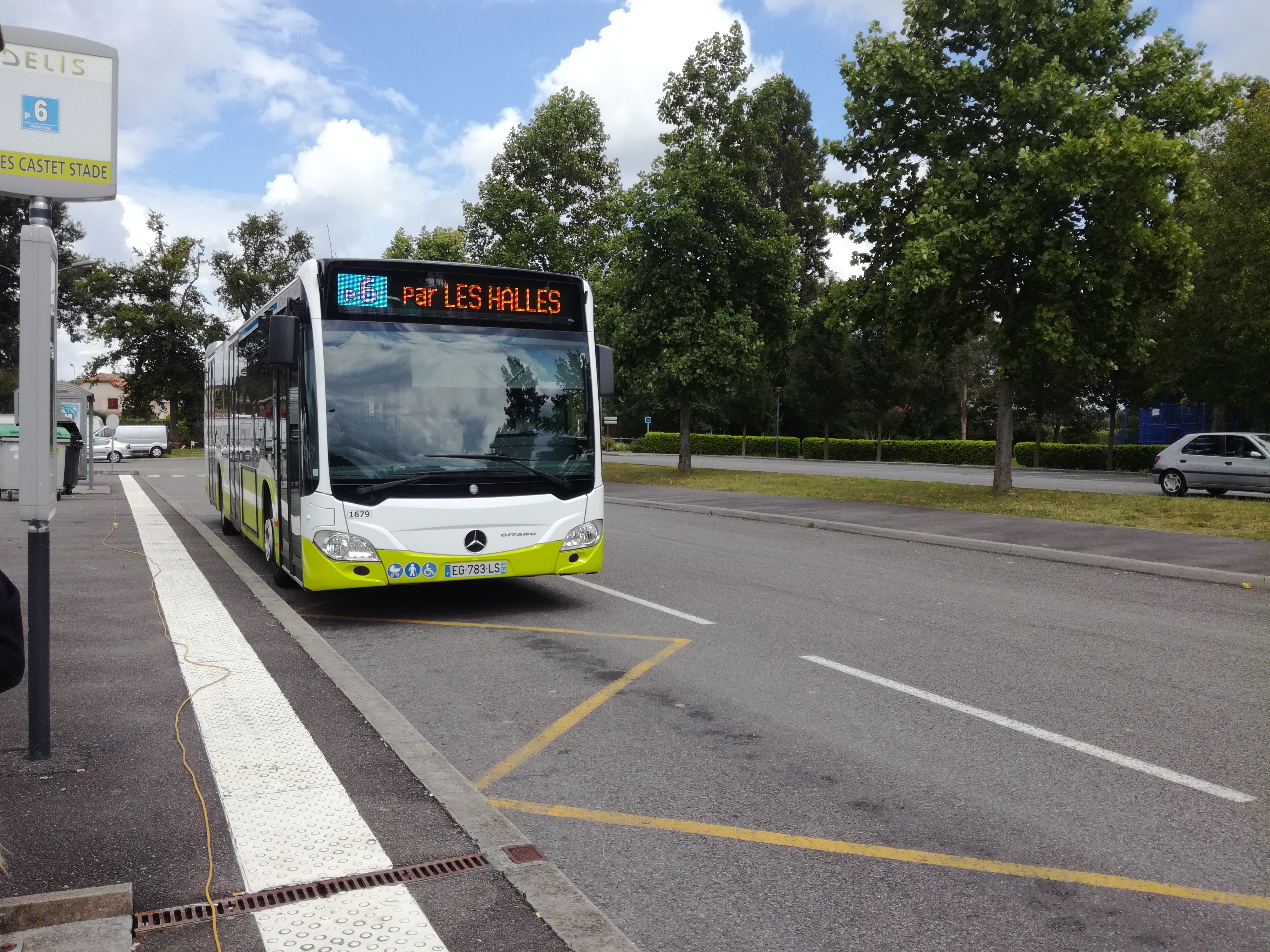
Bus du réseau.

La ligne 804 du réseau interurbain des Pyrénées-Atlantiques, qui part de Pau et mène jusqu'à Asson, s'arrête à Bizanos.
Bizanos est desservie par le réseau de bus Idelis :
- Serres-Castet — Liben ↔ Bizanos — Mairie
- Lescar — Soleil ↔ Bizanos — Beau Soleil / Artigueloutan — Salle des Fêtes
- Poey-de-Lescar — Z.A. D817 / Lescar — Collège S. Palay ↔ Idron — Mairie
- Morlaàs — Communauté de Communes ↔ Bizanos — Rives du Gave
- Pau — Porte des Pyrénées ↔ Mazères-Lezons — Lezons

#### Chemins de randonnée
Le chemin Henri-IV est un chemin de randonnée qui relie le château de Franqueville à Bizanos au lac de Lourdes (Hautes-Pyrénées). Il alterne pistes forestières et chemins de terre et offre aux randonneurs une vue imprenable sur la chaîne des Pyrénées, le piémont et les plaines. Long d'environ 35 kilomètres, le parcours du chemin peut être fractionné grâce à diverses routes qui le croisent. Il est possible de l'arpenter à pied, à cheval ou à vélo mais il est interdit à tout véhicule à moteur.

### Risques majeurs
Le territoire de la commune de Bizanos est vulnérable à différents aléas naturels : météorologiques (tempête, orage, neige, grand froid, canicule ou sécheresse), inondations et séisme (sismicité moyenne). Il est également exposé à un risque technologique,  le transport de matières dangereuses, et à un risque particulier : le risque de radon. Un site publié par le BRGM permet d'évaluer simplement et rapidement les risques d'un bien localisé soit par son adresse soit par le numéro de sa parcelle.

#### Risques naturels
La commune fait partie du territoire à risques importants d'inondation (TRI) de Pau, regroupant 34 communes concernées par un risque de débordement du gave de Pau, un des 18 TRI qui ont été arrêtés fin 2012 sur le bassin Adour-Garonne. Les événements antérieurs à 2014 les plus significatifs sont les crues de 1800, crue la plus importante enregistrée à Orthez (H = 15,42 m au pont d'Orthez), du 23 juin 1875, exceptionnelle par son ampleur géographique, des 27 et 28 octobre 1937, la plus grosse crue enregistrée à Lourdes depuis 1875, du 3 février 1952, du 27 janvier 1972 (10,46 m à Orthez pour Q = 725 m3/s), du 28 novembre 1974, du 1er juin 1978 (3,40 m à Rieulhès pour Q = 504 m3/s) et du 19 juin 2013. Des cartes des surfaces inondables ont été établies pour trois scénarios : fréquent (crue de temps de retour de 10 ans à 30 ans), moyen (temps de retour de 100 ans à 300 ans) et extrême (temps de retour de l'ordre de 1 000 ans, qui met en défaut tout système de protection). La commune a été reconnue en état de catastrophe naturelle au titre des dommages causés par les inondations et coulées de boue survenues en 1982, 1993, 2009, 2013 et 2014,.

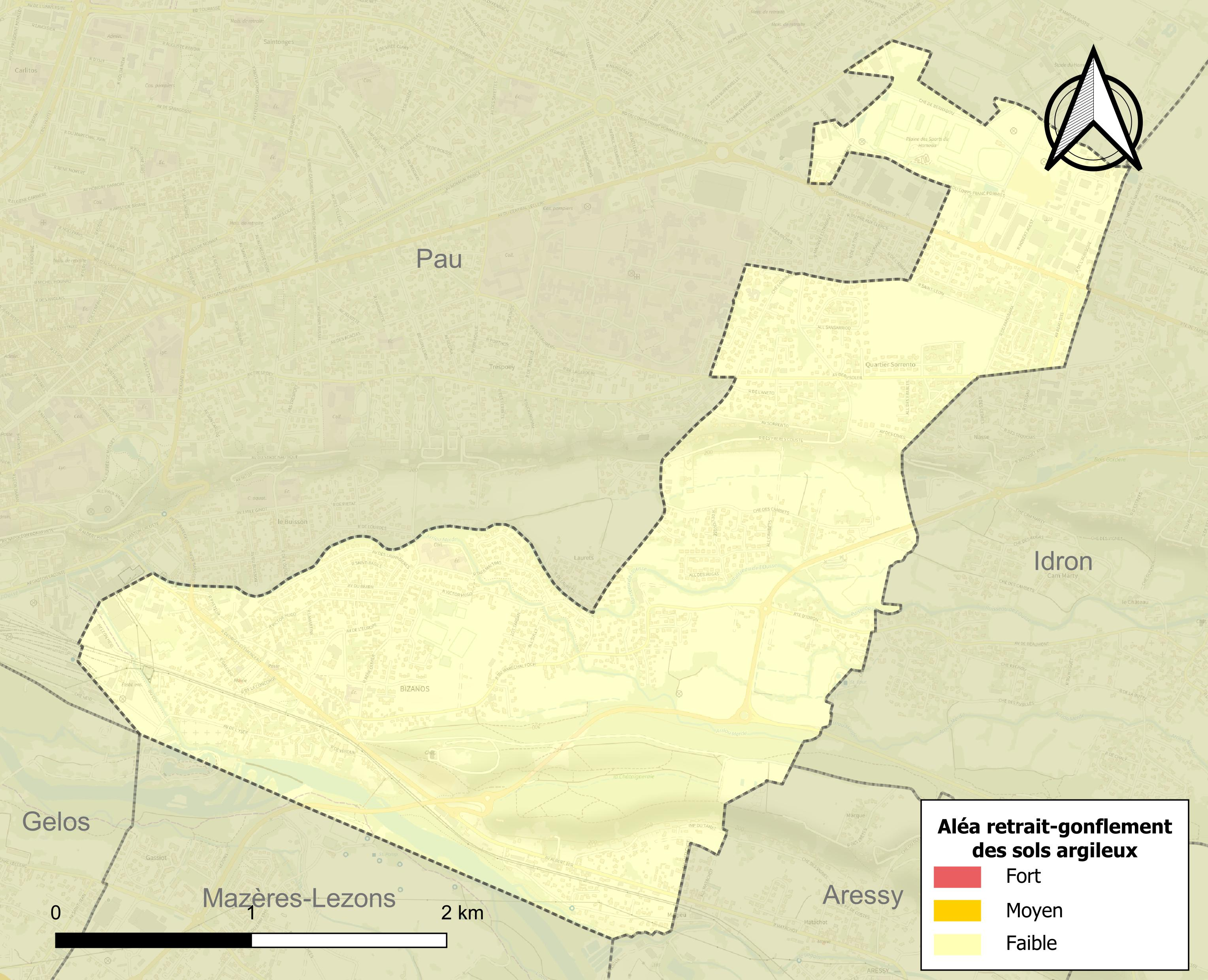
Carte des zones d'aléa retrait-gonflement des sols argileux de Bizanos.

Le retrait-gonflement des sols argileux est susceptible d'engendrer des dommages importants aux bâtiments en cas d’alternance de périodes de sécheresse et de pluie. Aucune partie du territoire de la commune n'est en aléa moyen ou fort (59 % au niveau départemental et 48,5 % au niveau national). Depuis le 1er octobre 2020, en application de la loi ELAN, différentes contraintes s'imposent aux vendeurs, maîtres d'ouvrages ou constructeurs de biens situés dans une zone classée en aléa moyen ou fort,.
Concernant les mouvements de terrains, la commune a été reconnue en état de catastrophe naturelle au titre des dommages causés par des mouvements de terrain en 2013.

#### Risque particulier
Dans plusieurs parties du territoire national, le radon, accumulé dans certains logements ou autres locaux, peut constituer une source significative d’exposition de la population aux rayonnements ionisants. Selon la classification de 2018, la commune de Bizanos est classée en zone 2, à savoir zone à potentiel radon faible mais sur lesquelles des facteurs géologiques particuliers peuvent faciliter le transfert du radon vers les bâtiments.

## Toponymie
Le toponyme Bizanos apparaît sous les formes 
Bisanos (XIIIe siècle, fors de Béarn), 
Bisanoss (1270, cartulaire du château de Pau), 
Visanos (1385, censier de Béarn), 
Sent-Gran de Bisanos (1491, notaires de Pau), 
Vissanos (1539, notaires d'Assat), 
Bizenos et Visenos (respectivement 1546 et 1683, réformation de Béarn) et 
Bisanos (1793 et Bulletin des lois en 1801).
Son nom béarnais est Visanòs ou Bisanos.
Les Garaux était un hameau de Bizanos.

## Histoire
Le village existait déjà à l'époque gallo-romaine, les premières références au nom Bizanos remontant au début du XIIe siècle avec la famille de Raymond de Bisanos.
Paul Raymond note qu'en 1385, Bizanos comptait treize feux et dépendait du bailliage de Pau. Le fief de Bizanos relevait de la vicomté de Béarn.
Jusqu'au milieu du XVIIIe siècle c'est un village maraîcher et agricole comptant moins de 450 habitants.
Après la Révolution française, la construction de la route reliant Pau à Nay contribue au développement démographique et économique de la ville.

## Héraldique
| Blason | Blasonnement : Parti: au 1er d'argent à la montagne au naturel surmontée de sept langues de feu de gueules, au chef d'azur chargé de deux éperons adossés d'argent au 2e d'azur à la colline de sinople, mouvant du flanc senestre, chargée d'une vache colletée et clarinée d'or, et sommée d'un sapin au naturel. |

## Politique et administration

### Liste des maires
| Période                                  | Période   | Identité               | Étiquette | Qualité |
| ---------------------------------------- | --------- | ---------------------- | --------- | --- |
| 1871                                     | 1891      | Albert de Franqueville |           | |
| Les données manquantes sont à compléter. |           |                        |           | |
| 1944                                     | mai 1953  | Louis Lembeye          | PCF       | Directeur commercial |
| mai 1953                                 | mars 1983 | Robert Coudassot       | SFIO-PS   | Professeur d'éducation physique retraité |
| mars 1983                                | mars 2001 | Jean Latour            |           | Cadre GDF retraité |
| mars 2001                                | mars 2020 | André Arribes          | MoDem     | Exploitant agricole retraité Conseiller général du canton de Pau-Sud (2008 → 2015) Conseiller départemental du canton de Pau-3 (2015 → ) 6e vice-président de la CA Pau Béarn Pyrénées (2017 → ) |
| mars 2020                                |           | Jean-Louis Caldéroni   |           | |
| Les données manquantes sont à compléter. |           |                        |           | |

### Intercommunalité
Bizanos fait partie de neuf structures intercommunales :
- l’agence publique de gestion locale ;
- la communauté d'agglomération Pau Béarn Pyrénées ;
- le syndicat AEP de la région de Jurançon ;
- le syndicat d'aménagement hydraulique du bassin de l'Ousse ;
- le syndicat d’énergie des Pyrénées-Atlantiques ;
- le syndicat intercommunal centre de loisirs de Narcastet ;
- le syndicat intercommunal de défense contre les inondations du gave de Pau ;
- le syndicat intercommunal pour la construction et le fonctionnement du C.E.S. de Bizanos ;
- le syndicat mixte de la crèche l'Arche.

Bizanos accueille le siège du syndicat d'aménagement hydraulique du bassin de l'Ousse, du syndicat intercommunal pour la construction et le fonctionnement du C.E.S. de Bizanos et du syndicat mixte de la crèche l'Arche.

## Population et société

### Démographie
L'évolution du nombre d'habitants est connue à travers les recensements de la population effectués dans la commune depuis 1793. Pour les communes de moins de 10 000 habitants, une enquête de recensement portant sur toute la population est réalisée tous les cinq ans, les populations de référence des années intermédiaires étant quant à elles estimées par interpolation ou extrapolation. Pour la commune, le premier recensement exhaustif entrant dans le cadre du nouveau dispositif a été réalisé en 2007.

En 2022, la commune comptait 4 570 habitants, en évolution de −1,76 % par rapport à 2016 (Pyrénées-Atlantiques : +3,78 %, France hors Mayotte : +2,11 %).
| 1793 | 1800 | 1806 | 1821 | 1831 | 1836 | 1841 | 1846 | 1851  |
| ---- | ---- | ---- | ---- | ---- | ---- | ---- | ---- | ----- |
| 517  | 522  | 509  | 705  | 742  | 788  | 898  | 986  | 1 068 |

| 1856  | 1861  | 1866  | 1872  | 1876  | 1881  | 1886  | 1891  | 1896  |
| ----- | ----- | ----- | ----- | ----- | ----- | ----- | ----- | ----- |
| 1 054 | 1 145 | 1 327 | 1 523 | 1 556 | 1 716 | 1 874 | 1 988 | 1 802 |

| 1901  | 1906  | 1911  | 1921  | 1926  | 1931  | 1936  | 1946  | 1954  |
| ----- | ----- | ----- | ----- | ----- | ----- | ----- | ----- | ----- |
| 1 914 | 1 922 | 2 243 | 2 231 | 2 437 | 2 824 | 2 775 | 2 761 | 3 010 |

| 1962  | 1968  | 1975  | 1982  | 1990  | 1999  | 2006  | 2007  | 2012  |
| ----- | ----- | ----- | ----- | ----- | ----- | ----- | ----- | ----- |
| 3 586 | 4 039 | 4 249 | 4 134 | 4 298 | 4 673 | 4 612 | 4 613 | 4 767 |

| 2017  | 2022  | - | - | - | - | - | - | - |
| ----- | ----- | - | - | - | - | - | - | - |
| 4 626 | 4 570 | - | - | - | - | - | - | - |

Bizanos fait partie de l'aire d'attraction de Pau.

## Économie
La commune fait partiellement partie de la zone d'appellation de l'ossau-iraty.

### Agriculture

#### Vigne
le Vignoble du Château : ce vignoble a été créé sous forme associative, il a pris la place d'un vieux vignoble détruit par l'oïdium en 1833. Il est composé de trois parties :
- 75 ares de Petit Manseng
- 36 ares de Riesling
- 20 ares de conservatoires de vieux cépages blancs de la région : Miusape, Gras, Blandame, Lercate, Pé de Perdrix, Ahumate, etc.

Plus de 400 adhérents y participent 65 d'entre eux entretiennent la parcelle. La production est vinifiée par le Domaine Bellegarde de Monein et commercialisée sur place le mercredi matin sous le nom d'où Bi de la Casta.

## Culture locale et patrimoine

### Patrimoine civil
Parmi les éléments marquants de la ville, il faut noter le château de Franqueville, ainsi que la mairie construite en 1928.

### Patrimoine religieux

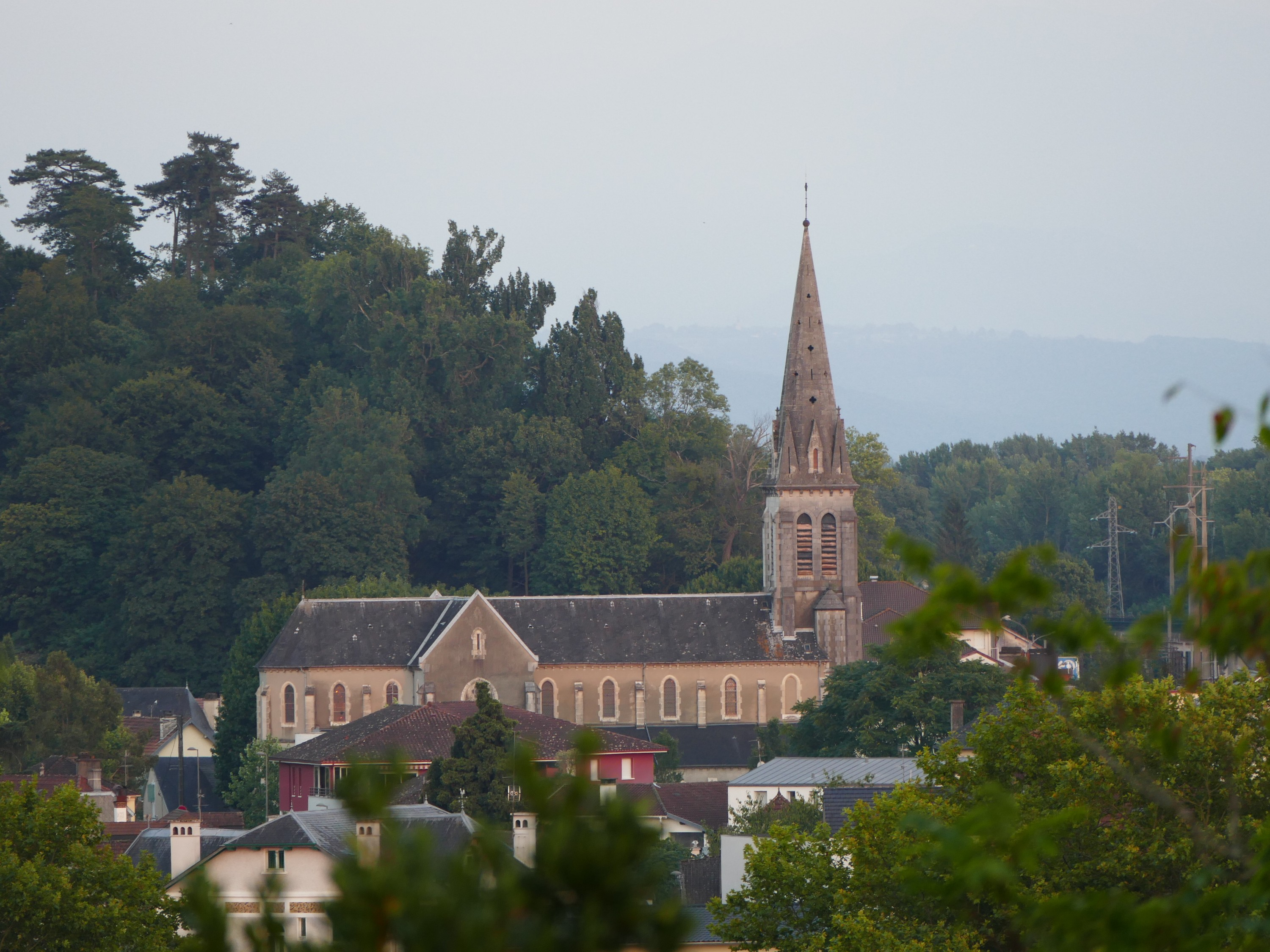
L'église Saint-Magne.

L'église Saint-Magne fut édifiée en 1874. Elle est inscrite à l'Inventaire général du patrimoine culturel.

## Équipements

### Enseignement
Bizanos dispose de deux écoles primaires et d'un collège, le collège des Lavandières, qui regroupe 582 élèves en 2016, pour 22 classes.

### Sports et équipements sportifs
L'Avenir de Bizanos évolue dans le championnat de France de 3e division fédérale de rugby. Le stade d'eaux vives Pau Béarn Pyrénées dédié aux compétitions sportives de slalom et de canoë-kayak, ainsi qu'aux activités nautiques de loisirs, a été construit en 2008 le long du gave de Pau.

## Personnalités liées à la commune
- Bertrand d'Abbadie d'Ithorrotz (1687-1760), seigneur de Bizanos, président à mortier du Parlement de Navarre.
- André Marcel Lévêque, né en 1896 à Beauvais et décédé en 1930 à Bizanos est un ingénieur français.
- Albert de Franqueville (1814-1891), noble normand, alpiniste premier vainqueur de l'Aneto. Il s'installe en 1854 à Bizanos, au château auquel il a donné son nom.
- Henri Barrio (1912-1969), né à Bizanos, pyrénéiste.
- Gilbert Pierrot (1889-1979), premier international de la Section Paloise en 1914.
- Pierre Taillantou (1920-2011), joueur de rugby à XIII international français et de rugby à XV.
- Jean-Michel Larqué, né en 1947 à Bizanos, est un footballeur français reconverti dans le journalisme sportif.